# Ashes to Ashes (TV-serie)
Ashes to Ashes är en brittisk TV-serie från 2008, en spinoff till TV-serien Life on Mars. Titeln kommer från en låt av David Bowie med samma namn, och handlar om en polis från 2000-talet som hamnar i det förflutna.
Den psykologutbildade polisen Alex Drake (Keeley Hawes) blir skjuten år 2008 och vaknar upp 1981. Precis som Sam Tyler i Life on Mars får hon Gene Hunt (Philip Glenister) som kollega. Även Chris Skelton (Marshall Lancaster) och Ray Carling (Dean Andrews) är kvar. Alex Drake har en dotter, på 2000-talet, som hon saknar.

## Rollista
- Philip Glenister - Gene Hunt
- Keeley Hawes - Alex Drake
- Dean Andrews - Ray Carling
- Marshall Lancaster - Chris Skelton
- Montserrat Lombard - Sharon Granger
- Amelia Bullmore - Caroline Price
- Stephen Campbell Moore - Evan White
- Daniel Mays - Jim Keats
- Adrian Dunbar - Martin Summers
- Joseph Long - Luigi
- Geff Francis - Viv James
- Mason Kayne - Gene Hunts spöke